# احمد حربی
احمد حربی (عربی: أحمد حربي محاجنة؛ زادهٔ ۱۶ ژوئیهٔ ۱۹۸۶) بازیکن فوتبال اهل فلسطین است.
وی همچنین در تیم ملی فوتبال فلسطین بازی کرده است.